# یلنا شوبینا
یلنا شوبینا (انگلیسی: Yelena Shubina؛ زادهٔ ۲۸ سپتامبر ۱۹۷۴) شناگر اهل روسیه بود.